# 宮野陽名
宮野 陽名（みやの ひな、2003年（平成15年）8月29日 - ）は、日本のファッションモデル、女優。
鹿児島県出身。

## 略歴
第1回「キラピチ」専属モデルオーディションでグランプリを受賞し、同誌専属モデルとなる。
2017年にキラピチ専属モデルを卒業後、ミスセブンティーン2017に選ばれSeventeen専属モデルとなる。

### 2014年
- 5月15日、小学校5年生の際に第1回「キラピチ」専属モデルオーディションでグランプリを受賞し、福田涼奈と原菜乃華と森千優の3名が準グランプリに輝き、合計4名と共に合格を勝ち取り、同年6月号にてキラモとしてデビューを果たした[3][4]。

### 2015年
- 1月11日、「ピチレモン・キラピチガールズフェス」（さいたまスーパーアリーナ）が開催された。福原遥、優希美青、上白石萌歌、岡田結実、大原優乃ら「ピチレモン」モデルとともに宮野も小学校5年生の際にキラピチモデルとして出演している。なお、上白石、大原の2人も同じ鹿児島県の出身である[5]。

### 2016年
- 5月、中学校1年生の際に「キラピチ」2016年6月号にて初表紙を飾った。(左)
- 7月、同じく中学校1年生の際に「キラピチ」2016年8月号にて2度目の表紙を飾った。(中段右)

### 2017年
- 1月、中学校1年生の際に2017年1月15日発売の「キラピチ」2017年2月号にて3度目の表紙を飾った。(後列中央)
- 3月、同じく中学校1年生の際に2017年3月15日発売の「キラピチ」2017年4月号にて4度目の表紙(右から2番目)を飾り、原菜乃華・森千優・萩原彩恵と共に同誌専属モデル(キラモ)を卒業した[6]。
- 8月24日、中学校2年生の際に「Seventeen 夏の学園祭2017」（パシフィコ横浜・国立大ホール）で、応募者5,981名中、宮野と箭内夢菜の2名がミスセブンティーン2017に選ばれたことが発表された[1]。

### 2022年
自身のInstagramにて、学業に専念するため芸能活動を休止することを発表。

## 人物
- 小学校3年生当時、姉のレッスン姿を見てモデルになることを望むようになる[8]。
- 姉の宮野真菜は2019年7月にオーディションでグランプリを獲得し、プラチナムプロダクション所属のタレント・モデルとして活動中[9]。
- かつては、鹿児島市の芸能スクール「アルテミスジャパン」でレッスンを受けていた[10]。
- 憧れの芸能人は、ローラ[11]、中条あやみ。
- 将来の夢はNHK朝ドラ主演女優となること[12]。
- 好きな食べ物は、肉料理、うどん[11][12]。

## 出演

### テレビドラマ
- 帝一の國～学生街の喫茶店～（2017年4月25日 - 29日、フジテレビ） - 喫茶店のマスターの娘・聖子 役[13]
- プリティが多すぎる 第2話（2018年10月26日、日本テレビ）
- 俺のスカート、どこ行った?（2019年4月20日 - 6月22日、日本テレビ） - 小田原エマ 役[14]
- 恋の病と野郎組 第7話（2019年8月31日、BS日テレ）
- MIU404 第2話（2020年7月3日、TBS） - 女子高校生 役
- DIVER-特殊潜入班- 第3話（2020年10月6日、カンテレ・フジテレビ） - 伊達亜紀 役[15]
- アノニマス〜警視庁“指殺人”対策室〜 第3話（2021年2月8日、テレビ東京） - 新発田綾奈 役
- 珈琲いかがでしょう 最終話（2021年5月24日、テレビ東京） - マコ 役
- 顔だけ先生（2021年10月9日 - 12月18日、東海テレビ・フジテレビ） - 糸井綿音 役[16][17]

### 配信ドラマ
- 福家堂本舗-KYOTO LOVE STORY-（2016年10月19日 - 12月28日、Amazonプライムビデオ） - 福吉ハナ 役[18]
- Re:名も無き世界のエンドロール
〜Half a year later〜（2021年1月29日 - 、dTV）

### 映画
- 新聞記者（2019年6月28日、スターサンズ / イオンエンターテイメント） - 神崎千佳 役[19]
- 犬鳴村（2020年2月7日、東映） - 籠井摩耶 役[20]
- ピエロたち（2023年7月8日、BRUNTON FILMS） - ヒロイン・田村あかり 役

### CM
- ヤマザキビスケット ノアール（2017年）[12][21]
- ハウス食品 北海道シチュー（2018年）[11][22]

### PV
- 橋本裕太「ふわふわ」（2017年12月13日発売）

## 書籍

### 雑誌
- キラピチ（2014年6月号 - 2017年4月号、学研プラス） - 専属モデル
- Seventeen（2017年10月号 - 2022年3月31日、集英社） - 専属モデル